# Günter Usemann
Günter Usemann (* 6. April 1925 in Laubusch; † 16. September 2016) war ein deutscher Fußballspieler. Mit der SG Volkspolizei/Dynamo Dresden wurde er in den frühen 1950er Jahren DDR-Meister und Pokalsieger.

## Sportliche Laufbahn
Im Sommer 1950 beschloss die DDR-Sportvereinigung Deutsche Volkspolizei in Dresden eine neue Spitzenmannschaft der Sportvereinigung zu bilden. In Dresden bestand schon eine SG Volkspolizei, die jedoch nur in der unterklassigen Stadtliga spielte. Zu deren Spielern gehörte auch der 21-jährige Günter Usemann. Die Dresdner SG wurde mit Spielern aus mehreren Volkspolizei-Spielgemeinschaften aus der ganzen DDR verstärkt und ohne sportliche Qualifikation zur Saison 1950/51 in die DS-Oberliga (später DDR-Oberliga) eingegliedert.
Usemann gehörte vom ersten Spieltag an zum Spielerstamm der Mannschaft und wurde in seiner ersten Oberligasaison wahlweise im Mittelfeld und im Angriff eingesetzt. Er bestritt 32 der 34 Punktspiele und erzielte dabei sechs Tore. Schon im zweiten Jahr ihrer Oberligazugehörigkeit wurde die SG Volkspolizei Vizemeister. Usemann musste in dieser Spielzeit mehrere Verletzungsunterbrechungen beklagen und kam dadurch nur zu 21 torlosen Einsätzen bei insgesamt 36 Meisterschaftsspielen. Er war jedoch beim Gewinn des DDR-Fußballpokals 1952 dabei. Dresden siegte mit 3:0 über Einheit Pankow, und Usemann stand als linker Außenläufer in der Mannschaft. 1952/53 wurde die Mannschaft, die im Laufe der Saison in SG Dynamo Dresden umbenannt worden war, DDR-Meister. Usemann bestritt alle 32 Punktspiele, sowie das Entscheidungsspiel um die Meisterschaft gegen Wismut Aue (3:2 n. V.), in denen er durchgehend als linker Mittelfeldspieler eingesetzt wurde. Auch in der darauffolgenden Spielzeit kam er in allen 28 Punktspielen auf der gewohnten Position zum Einsatz.
In den ersten Spielen der Oberligasaison 1954/55 spielte Usemann anfangs weiter im linken Mittelfeld, ab Oktober jedoch als linker Verteidiger. Im November 1954 wurde die Mannschaft von Dynamo Dresden überraschend nach Ost-Berlin umgesiedelt, wo sie vom 21. November an als SC Dynamo Berlin antreten musste. Nach acht Punktspielen für Dresden absolvierte Usemann für Dynamo Berlin noch weitere 15 Oberligaspiele, in denen er zum Schluss kontinuierlich wieder linker Mittelfeldspieler war. Dazwischen kehrte er im Januar und Februar 1955 für vier Spieltage noch einmal nach Dresden zurück, wo er für die Anfang des Jahres neu geschaffene SG Dynamo Dresden (nach Auflösung der DHfK-Mannschaften) in der zweitklassigen DDR-Liga antrat. Im Sommer/Herbst 1955 wurde im DDR-Fußball eine Übergangsrunde ausgespielt, um ab 1956 die Fußballsaison dem Kalenderjahr anzugleichen. Von der 13 ausgetragenen Spielen bestritt Usemann nur zwei Partien. Anschließend war seine Karriere als Oberligaspieler beendet.
Günter Usemann starb am 16. September 2016 nach schwerer Krankheit.